# PaK 40
7,5 см РаК 40 (на немски: 7,5 cm Panzerabwehrkanone 40) е немско противотанково оръдие с калибър 7,5 см, разработено между 1939 и 1941 г. от Райнметал и използвано по време на Втората световна война.

## История
Разработката на РаК 40 започва през 1939 г., като проектът е възложен на Круп и Райнметал, а целта е създаване на 7,5 см противотанково оръдие. Първоначално приоритетът е нисък, но операция Барбароса през 1941 г. и появата на тежко бронираните руски танкове като КВ-1 налагат ускоряване на проекта. Първите оръдия са доставени през ноември 1941 г. До 1943 г. РаК 40 е основна част от германската противотанкова артилерия.
РаК 40 се произвежда до края на войната и е доставяно на германските съюзници. Някои от пленените оръдия са използвани от Червената армия. След края на войната РаК 40 остава на служба в няколко европейски армии, включително Албания, България, Чехословакия, Финландия, Унгария и Румъния.
Произведени са 23500 оръдия, а около 6000 от тях са използвани при унищожителите на танкове.

## Бойна служба
Оръдието е ефективно срещу почти всеки съюзнически танк използван до края на войната, с изключение на съветския ИС-2. Американският M26 Пършинг е първият техен тежък танк, но той също страда от недостатъчна бронезащита и няколко са унищожени от германските високоскоростни противотанкови оръдия. РаК 40 е по-тежък от PaK 38, което ограничава подвижността и прави трудно, дори невъзможно придвижването без артилерийски влекач по блатист терен.

## Характеристики
- Калибър: 75 мм L/46
- Нарези на цевта: 32 нареза, right-hand increasing twist, от 1/24 до 1/18.
- Дължина с лафета: 6.2 м
- Дължина: 3.45 м
- Ширина: 2 м
- Височина: 1.25 м
- Тегло (готов за бой): 1425 кг
- Хоризонтално движение: 65°
- Вертикално движение: -5° до + 22°
- Скорострелност: 14 снаряда в минута
- Скорост на снаряда:
  - 933 м/с (снаряд с волфрамово ядро)
  - 792 м/с (стандартен бронебоен снаряд)
  - 548 м/с (високоексплозивен снаряд)
- Ефективен обхват: 1800 м
- Индиректен обстрел: 7678 м (високоексплозивен снаряд)
- Тегло на снаряд: от 3.18 кг до 6.8 кг
- Пробиване на броня (разположена под ъгъл 90 градуса) на разстояние 500 м:
  - 132 мм (стандартен бронебоен снаряд)
  - 154 мм (снаряд с волфрамово ядро)